# Neoaliturus salus
Neoaliturus salus är en insektsart som beskrevs av Matsumura 1908. Neoaliturus salus ingår i släktet Neoaliturus och familjen dvärgstritar. Inga underarter finns listade i Catalogue of Life.